# Stibbert Múzeum
A Stibbert múzeum az olaszországi Firenzében található, a belvároson kívül, a Montughi-domb oldalában a névadóról elnevezett utcában. A 19. század második felében épült épületben helyezte el az angol származású Frederick Stibbert fegyvergyűjteményét. A gyűjtemény európai viszonylatban is jelentősnek mondható. A kiállított anyag a 14. századtól a 19. századig terjedően mutatja be a korabeli személyi haditechnikát: védő- és támadófegyvereket, páncélokat, lószerszámokat nem csak Európából, de a Közel- és Távol-keletről is. A fegyvereken kívül falikárpitok, porcelángyűjtemény, toszkán menyasszonyi ládák, szobrok, festmények és ruhák is láthatóak a múzeumban, ez utóbbiak között Napóleonnak az a díszruhája, amiben Itália királyává koronázták.